# 维代勒
维代勒（法語：Videlles，法語發音：[vidɛl] ⓘ）是法国法兰西岛大区埃松省的一个市镇，属于埃唐普区。

## 地理
维代勒（48°27'52"N, 2°25'53"E）面积8.7 平方千米，位于法国法蘭西島大區埃松省，该省份为法国北部内陆省份，北起上塞纳省和马恩河谷省，西接厄尔-卢瓦省和伊夫林省，南至卢瓦雷省，东临塞纳-马恩省。
与维代勒接壤的市镇（或旧市镇、城区）包括：蒙德维尔、博尔讷、埃松河畔布蒂尼、达讷穆瓦、阿莱堡、埃松河畔吉涅维尔、埃科勒河畔穆瓦尼、埃科勒河畔苏瓦西。

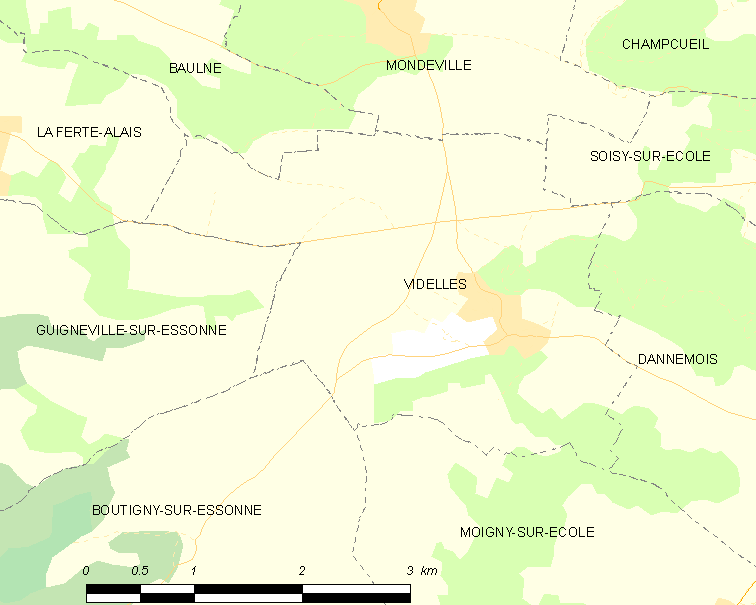
维代勒的OSM定位图

维代勒的时区为UTC+01:00、UTC+02:00（夏令时）。

## 行政
维代勒的邮政编码为91890，INSEE市镇编码为91654。

## 政治
维代勒所属的省级选区为梅讷西县。

## 人口

1962-2008年间维代勒人口变化图示

维代勒于2022年1月1日时的人口数量为584人。